# Haus Rauschenburg (Olfen)
Die Rauschenburg ist eine abgegangene Wasserburg in den Lippewiesen am Rand der Kleinstadt Olfen (Lehmhegge) im nordrhein-westfälischen Kreis Coesfeld. Ihr Name geht möglicherweise auf das ewige Rauschen der früheren Stromschnellen an dieser Stelle in der Lippe zurück.

## Geschichte
Erstmals erwähnt wurde das Rittergut Rauschenburg 1050, als erster Besitzer taucht 1317 ein Amtmann des Bischofs Ludwig Landgraf von Hessen aus Münster auf. 1322 schlossen der Bischof von Köln, Heinrich von Virneburg, und der Bischof von Münster einen Vertrag, in dem der Bau einer Brücke über die Lippe an der Rauschenburg beschlossen wurde. In den Jahren 1444 und 1498 wurde dieser Kontrakt von den damaligen Landesherren erneut bestätigt.
1326 allerdings gehörte die Burg Sweder von Rechede und wurde von demselben an Reimbode von Landberge verkauft. 1397 war sie aber schon im Besitz der Familie von Oer, die sie als Stützpunkt der Truppen des Stiftes Münster nutzte. 1418 wurden die Burgen Horneburg und Rauschenburg vom Kölner Erzbischof Dietrich von Moers belagert und schließlich erobert. Die Familie von Oer wurde vertrieben, konnte aber 1451 mit ebenselben einen Vertrag über die Burg abschließen.

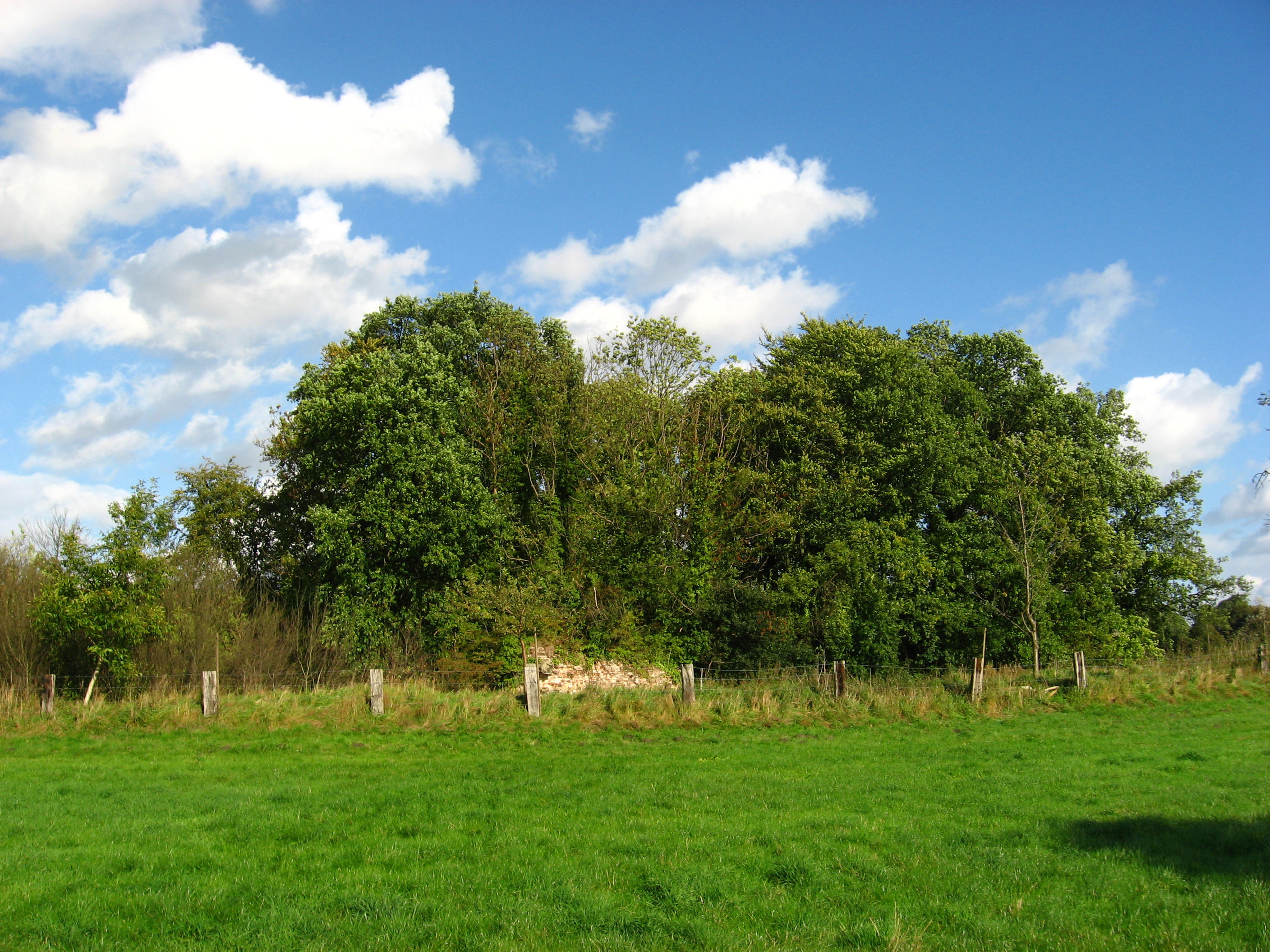
Ansicht von Südwesten

Um 1470 gelangte die Burg in den Besitz von Johann von Hake zu Wulfsberg bei Lüdinghausen, der sich danach Johann zu Rauscheburg nennen ließ. Dieser hatte zwei Töchter, die jeweils die Hälfte der Burg erbten. Zu diesem Zeitpunkt gehörten allein 20 Bauernhöfe nördlich der Lippe zum Besitz der Burg. Durch die Erbaufteilung kam es aber zu einem Streit. Tochter Margarethe war mit Johann von Ascheberg verheiratet, während Tochter Ursel mit Alard von Hörde verheiratet war. Ursel starb am 9. März 1564 kinderlos, woraufhin Johann von Ascheberg sich für den alleinigen und rechtmäßigen Besitzer des Rittergutes hielt. Bischof Bernhard von Raesfeld aus Münster unterstützte Alard von Hörde und zog mit Soldaten vor die Rauschenburg, die bis zu Johann von Aschebergs Gefangennahme beschossen wurde. Später kam es zu einem Vergleich, und beide lebten bis zu Johann von Aschebergs Tod 1577 auf der Burg. Daraufhin ging der Besitz auf den Sohn Johanns über und danach auf Johanns Enkel Heinrich von Ascheberg, der kinderlos starb und somit der Zeit derer von Ascheberg auf der Rauschenburg 1638 ein Ende bereitete.
Allerdings hatte Heinrich von Ascheberg eine Schwester, Adolpha, die 1638 Steffen von Neuenhoff heiratete. Bis 1770 blieb die Burg im Besitze der Familie von Neuhoff, danach wechselte sie in den Besitz des Rittmeisters von Stockheim, der sie 1783 an das Domkapitel zu Münster verkaufte. Im selben Jahr wird als Besitzer jedoch schon der Freiherr Werner von Brabeck genannt, der auf Haus Vogelsang wohnte.
In einer Erbverbrüderung zwischen den Familien von Brabeck und von Twickel zu Havixbeck war festgelegt, dass der Besitz an die jeweils andere Familie fallen sollte, falls ein Geschlecht aussterben sollte. Dies zog aber mehrere Prozesse nach sich, an dessen Ende 1850 die von Twickel zu Havixbeck als Eigentümer genannt wurden. Die Burg wurde jedoch schon vorher, frühestens 1820, in Besitz genommen.
Danach verfiel die Burg immer mehr. 1878 wurde das Obergeschoss abgetragen und für einen Brückenneubau verwendet. Bis 1900 war die Burg bewohnt, heutzutage sind nur noch Reste der Grundmauern und Kellergewölbe erhalten.

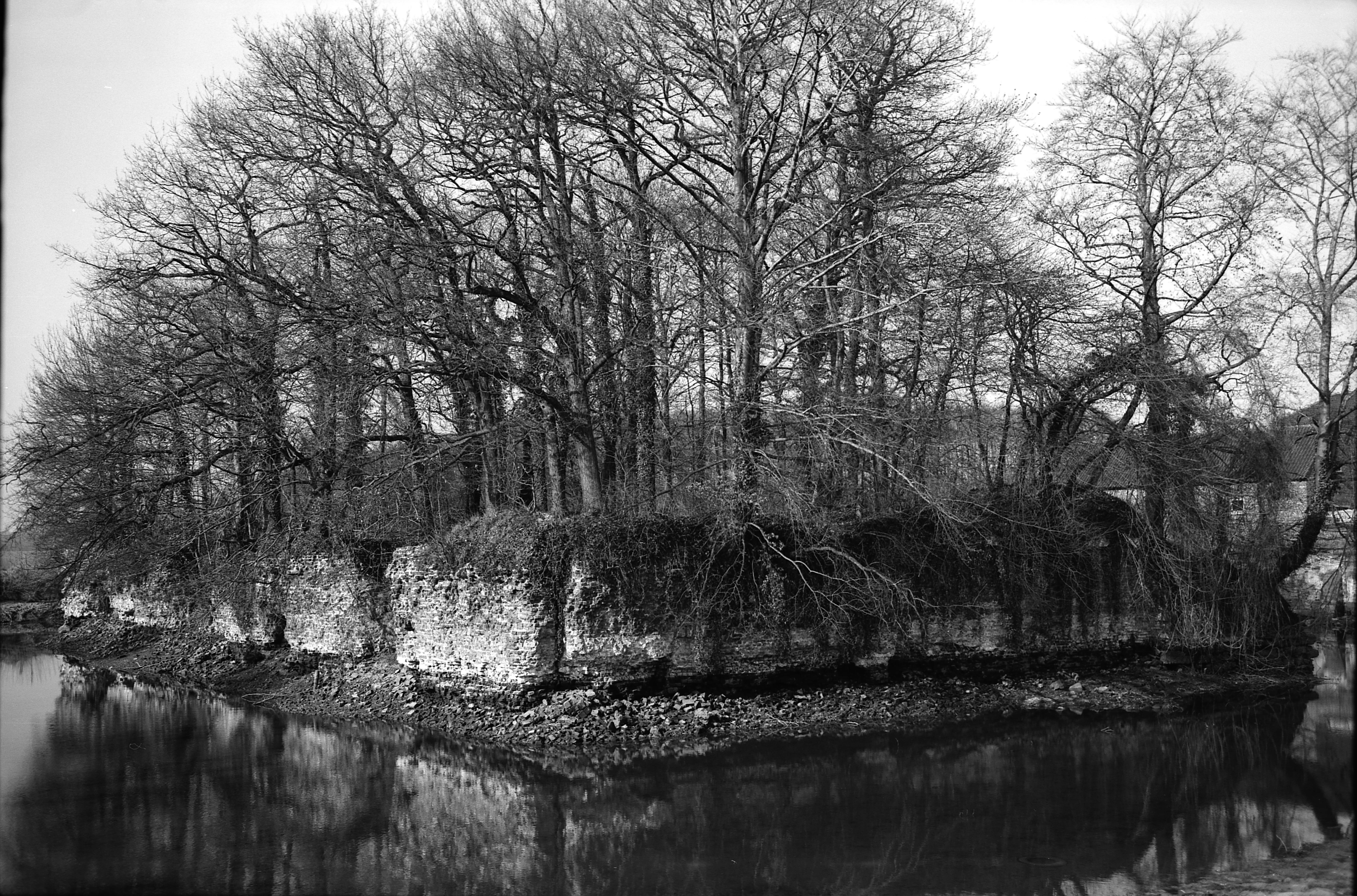
Mauerreste der Rauschenburg im Jahr 1980

## Aufbau
Die Rauschenburg wurde an einer Furt, über die zeitweise mit Pferd und Wagen durch die Lippe gefahren werden konnte, zu deren Schutz gebaut. Heute steht an der Stelle eine Brücke, über die die jetzige Bundesstraße 235 führt.
Die Burg besaß ein dreigeschossiges Haupthaus mit Turm, das dem des Schlosses Horneburg sehr ähnelte. Sie war von einer Gräfte umgeben, und eine Zugbrücke verband die außerhalb des Wassergrabens liegenden Wirtschaftsgebäude und Stallungen mit dem Haupthaus.